# Eerste klasse 1958-59 (basketbal België)
Het seizoen 1958-1959 was de 12e editie van de hoogste basketbalcompetitie. Ontspanning en Canter Schaarbeek waren de nieuwkomers. Royal IV en Antwerpse eindigden na de reguliere competitie gelijk met elk 40 punten, een testwedstrijd diende de beslissing te brengen. Deze wedstrijd werd in de Gentse Bateas sporthal gespeeld. Antwerpse BBC versloeg de Brusselse rivaal Royal IV met 78-59 en behaalde zijn tweede landstitel.
|  |    |                            | P  | W  | V  | D | Ptn |
|  | -- | -------------------------- | -- | -- | -- | - | --- |
|  | 1  | Antwerpse BBC              | 22 | 20 | 2  | 0 | 40  |
|  | 2  | Royal IV                   | 22 | 20 | 2  | 0 | 40  |
|  | 3  | Zaziko                     | 22 | 14 | 7  | 1 | 29  |
|  | 4  | Semailles BBC              | 22 | 11 | 9  | 2 | 24  |
|  | 5  | Racing CB                  | 22 | 11 | 10 | 1 | 23  |
|  | 6  | Rubo Niel                  | 22 | 9  | 11 | 2 | 20  |
|  | 7  | Ontspanning BBC            | 22 | 9  | 12 | 1 | 19  |
|  | 8  | Canter Schaarbeek          | 22 | 8  | 12 | 2 | 18  |
|  | 9  | Union SG                   | 22 | 8  | 14 | 0 | 16  |
|  | 10 | Amicale Sportive Bruxelles | 22 | 8  | 14 | 0 | 16  |
|  | 11 | Fresh Air                  | 22 | 4  | 15 | 3 | 11  |
|  | 12 | Pinguins BBC               | 22 | 4  | 18 | 0 | 8   |

1928 · 1929 · 1930 · 1931 · 1932 · 1933 · 1934 · 1935 · 1936 · 1937 · 1938 · 1939 · 1940 · 1941 · 1942 · 1943 · 1944 · 1945 · 1946 · 1947 · 1948 · 1949 · 1950 · 1951 · 1952 · 1953 · 1954 · 1955 · 1956 · 1957 · 1958 · 1959 · 1960 · 1961 · 1962 · 1963 · 1964 · 1965 · 1966 · 1967 · 1968 · 1969 · 1970 · 1971 · 1972 · 1973 · 1974 · 1975 · 1976 · 1977 · 1978 · 1979 · 1980 · 1981 · 1982 · 1983 · 1984 · 1985 · 1986 · 1987 · 1988 · 1989 · 1990 · 1991 · 1992 · 1993 · 1994 · 1995 · 1996 · 1997 · 1998 · 1999 · 2000 · 2001 · 2002 · 2003 · 2004 · 2005 · 2006 · 2007 · 2008 · 2009 · 2010 · 2011 · 2012 · 2013 · 2014 · 2015 · 2016 · 2017 · 2018 · 2019 · 2020 · 2021